# صالح میرهاشمی
صالح میرهاشمی بلطاقی (۱۳۶۵ – ۲۹ اردیبهشت ۱۴۰۲) معترض در جریان خیزش سراسری ۱۴۰۱ بود که به اتهام تیراندازی و کشته شدن دو بسیجی و یک سرهنگ یگان ویژه جمهوری اسلامی در ۲۵ آبان بازداشت و در دادگاه انقلاب اصفهان با حکم قاضی مرتضی براتی به اتهام محاربه اعدام شد. اتهامات منتسب به معترضان دستگیر شده در ارتباط با پروندهٔ خانه‌اصفهان دارای تناقضات بسیاری بود و اعترافات وی تحت فشار شکنجه و به صورت اجباری بوده‌است.
سعید یعقوبی و مجید کاظمی شیخ شبانی نیز در ارتباط با همین پرونده اعدام شدند. اجرای حکم اعدام در حالی انجام گرفته‌است که در چند روز منتهی به اعدام —چه در داخل و چه در خارج از کشور— چهره‌های شناخته‌شده و نهادهای حقوق بشری خواستار توقف این اعدام‌ها شده بودند.

## محاکمه
صالح میرهاشمی در ۲۵ آبان ۱۴۰۱ بازداشت شد. پس از برگزاری دادگاه، براساس اعترافات اجباری صالح میرهاشمی بلطاقی متهم ردیف اول پرونده به اتهام محاربه از طریق کشیدن سلاح کلت کمری، تشکیل و اداره گروه مجرمانه به قصد برهم زدن امنیت کشور و اجتماع و تبانی منتهی به جرائم ضد امنیت داخلی به اعدام و به اتهام عضویت و همکاری با سازمان مجاهدین خلق به «۱۰ سال حبس تعزیری» محکوم شده‌است. در این پرونده مجید کاظمی شیخ شبانی و سعید یعقوبی کردسفلی نیز به اعدام محکوم شده‌اند اما سه متهم دیگر این پرونده حسین اسماعیل بیگی و امیررضا نصرآزادانی و سهیل جهانگیری به حبس محکوم شدند.
در اردیبهشت ۱۴۰۳ قاضی همین پرونده مرتضی براتی ملقب به قاضی مرگ در اقدامی که در نوع خود بی‌سابقه است خواننده معترض توماج صالحی را به اعدام محکوم کرد. 

## تناقضات پرونده
حساب توییتری دادبان «مرکز مشاوره و آموزش حقوقی ویژه کنش‌گران» می‌گوید وکلای این مرکز پرونده را بررسی کرده‌اند و پرونده «پر از ایرادات اساسی و نواقص است و مشخص نیست دیوان عالی بر اساس کدام مستندات حکم اعدام را تأیید کرد.»

## واکنش‌ها
- آرتور دلاپورت، نماینده مجلس فرانسه کفالت سیاسی او را بر عهده گرفت.[۸]
- دریا صفایی، نماینده پارلمان بلژیک، فایل صوتی از صالح میرهاشمی، معترض محکوم به اعدام، منتشر کرده که در آن می‌گوید زیر شکنجه دندان‌های او را شکستند و برای گرفتن اعتراف اجباری او را تهدید به بازداشت همسر و دخترعمه‌اش کردند.

## وضعیت پس از دستگیری

### ضرب و شتم و اعتراف اجباری
صالح میرهاشمی بیش از ۴۰ روز در انفرادی بوده و خانواده‌اش از وضعیت فرزندشان خبری نداشتند. در زندان با ضربه شدید پرده گوشش پاره شده و دندان‌هایش را شکسته‌اند. پیشتر هم چند نفر از کسانی که صالح میرهاشمی را در روز دادگاه دیده‌اند، گفته بودند آثار شکنجه هنوز روی سر و صورت او معلوم بوده‌است. نزدیکان او اتهام ارتباط او با سازمان مجاهدین خلق را قاطعانه رد کرده و تأکید کرده‌اند از این ورزشکار زندانی با تهدید همسر و پدرش، اعتراف اجباری گرفته‌اند. مأموران جمهوری اسلامی چندین بار منزل مسکونی او را گشتند، اما نتوانستند مدرکی علیه او پیدا کنند. طبق صحبت نزدیکانش، جمهوری اسلامی در اندرزگاه ۴ زندان مرکزی اصفهان و بدون اطلاع وکیلش از صالح برای اعتراض به حکم اعدام امضا گرفته‌اند تا بتوانند تا با رد کردن اعتراض او در دیوان عالی کشور را رد کنند تا حکم اعدام را سریعتر اجرایی کنند.
میرهاشمی در یک فایل صوتی به مادرش می‌گوید: «کاش یک ترقه زده بودم. من دلم برای ماشین‌هایی که زن و بچه داخلشان بود می‌سوخت. [شب حادثه] یک پیرمرد ایستاده بود که داشتم او را از خیابان رد می‌کردم.»

### تهدید خانواده‌ها
طبق توییتی که صفحه +۱۵۰۰ تصویر منتشر کرد، جمهوری اسلامی به خانواده‌های پروندهٔ ⁧‫خانه اصفهان‬⁩ گفته‌است، هرچقدر رسانه‌ها بیشتر در مورد عزیزانتان صحبت کنند ما آنها را زودتر اعدام خواهیم کرد.

### پخش اعترافات تلویزیونی
پخش اعترافات تلویزیونی، روشی معمول در نظام جمهوری اسلامی ایران است که معمولاً پیش از اعدام متهم انجام می‌گیرد تا اثر منفی اعدام او را در سطح افکار عمومی کاهش دهد. وی نیز —همچون دو متهم دیگر پروندهٔ خانه‌اصفهان—در مقابل دوربین اعتراف می‌کند. حکومت ایران، در پخش اعترافات اجباری تحت شکنجه از متهمان سابقه‌ای طولانی دارد.

## اعتراض‌ها به حکم اعدام
- تجمع مردم در مقابل زندان

پس از اعلام حکم دیوان عالی کشور و پخش اعترافات اجباری و انتقال آن‌ها به بخش انفرادی، خانواده‌ها و بخشی از مردم با بیم اعدام قریب‌الوقوع آنها و با هدف اعتراض و جلوگیری از این اعدام‌ها، در مقابل زندان تجمع کردند.
شامگاه یکشنبه، ۲۴ اردیبهشت با انتشار توییتی از سوی محمد هاشمی (پسرخاله مجید کاظمی)، مبنی بر احتمال اعدام او و دو معترض دیگر پروندهٔ خانه‌اصفهان، جمعی از مردم اصفهان برای جلوگیری از این اعدام‌ها، مقابل زندان دستگرد تجمع کردند. در این توییت، پسرخاله مجید کاظمی نوشته بود: بر اساس «اطلاعاتی که به دست او رسیده» قرار است بامداد دوشنبه، ۲۵ اردیبهشت «با اذان صبح» این سه معترض اعدام شوند.
تجمع در برابر زندان مرکزی اصفهان از ساعات پایانی یکشنبه‌شب آغاز شد. بنا بر ویدیوهای منتشرشده در شبکه‌های اجتماعی، جمعی از مردم اصفهان با خودرو در اطراف زندان مرکزی حضور پیدا کردند و با بوق‌های ممتد و راه‌بندان، خواستار توقف اجرای حکم شدند. ویدیوهای منتشرشده نشان می‌دهد که جمعیت حاضر مقابل زندان دستگرد با هم فریاد می‌زنند: «این آخرین پیامه، اعدام کنید قیامه».
- اعتراض گروهی از حقوقدانان و وکلا

گروهی از حقوقدانان و وکلای دادگستری در نامه‌ای به رئیس قوه قضاییه جمهوری اسلامی و قضات دیوان عالی کشور، ضمن «اخطار جدی در مورد نقض گسترده قوانین موجود در روند رسیدگی به پرونده‌های شهروندان معترض»، خواستار توقف فوری اجرای مجازات اعدام در همه موارد به ویژه سه متهم پرونده «خانه اصفهان» شدند.
- ترانه علیدوستی روز چهارشنبه در اینستاگرام از سازمان ملل متحد و شورای حقوق بشر این نهاد بین‌المللی خواسته بود برای توقف حکم اعدام سه معترض پرونده خانه اصفهان اقدام کنند.[۱۳]

## پس از اعدام
پس از اجرای حکم اعدام متهمان پرونده موسوم به «خانه اصفهان» از بامداد جمعه ۲۹ اردیبهشت، فشارها بر خانوادهٔ آنها افزایش یافت. دو برادرِ مجید کاظمی با ضرب‌وشتم بازداشت شدند و خواهرِ آنها نیز درحالِ پیگیریِ وضعیتِ آنها بازداشت شد. مادر صالح میرهاشمی هم روز شنبه در یک فایل صوتی اعلام کرده بود که نیروهای حکومتی به همسرش دستبند زدند و اجازه گرفتن مراسم به آن‌ها ندادند.